# Nemesia maculatipes
Nemesia maculatipes là một loài nhện trong họ Nemesiidae.
Nemesia maculatipes được miêu tả năm 1871 bởi Ausserer.